# Howden Turbo
Die Howden Turbo GmbH ist ein deutsches Unternehmen des Maschinenbaus mit Sitz in Frankenthal (Pfalz).
Das Unternehmen entstand, nachdem Colfax Corporation die Siemens Turbomachinery Equipment GmbH (STE) im Oktober 2017 von Siemens übernommen hatte. Der alteingeführte Markenname Kühnle, Kopp & Kausch sollte nach der Übernahme wieder genutzt werden. Die Kühnle, Kopp & Kausch AG (AG KK&K) war ein deutsches Unternehmen des Maschinenbaus mit Sitz in Frankenthal (Pfalz).

## Geschichte
Kühnle, Kopp & Kausch wurde 1899 durch den Zusammenschluss der Familienunternehmen Kühnle‘sche Maschinenfabrik, Glossier'sche Kesselschmiede im Besitz von Hans Kopp und Velthuysen'sche Kesselschmiede im Besitz von Rudolf Kausch gegründet.
1983 erwarb die Motoren- und Turbinenunion (MTU) aus München die Aktienmehrheit. Nachdem MTU zwei Jahre später von Daimler-Benz übernommen worden war, wurde Kühnle, Kopp & Kausch (indirekt) eine Tochtergesellschaft von Daimler-Benz. Im Jahr 1994 erwarb die Penske Corporation die Mehrheit an Kühnle, Kopp & Kausch. 1997 übernahm BorgWarner, ein weltweit führender Automobilzulieferer, die Aktienmehrheit an Kühnle, Kopp & Kausch.
Die Erwerbergesellschaft „Turbo Group“ bzw. die Frankfurter Private-Equity-Gesellschaft ECM erwarben im März 2005 Kühnle, Kopp & Kausch, jedoch ohne die Turboladersparte, die bei BorgWarner verblieb. Im Juli 2006 wurde Kühnle, Kopp & Kausch von Siemens Power Generation übernommen. Am 22. November 2006 wurde diese Übernahme von Siemens vollzogen.
Kühnle, Kopp & Kausch ergänzte die Siemens PG um Industriedampfturbinen bis fünf Megawatt, bei „Tridem“- und „Quadriga“-Anlagen (drei bzw. vier Turbinen arbeiten gemeinsam) sind bis zu zehn Megawatt möglich. Turboverdichter und Prozessgasverdichter ergänzen das Angebot der Siemens PG. Die Turbinen von Kühnle, Kopp & Kausch werden zur Stromerzeugung oder als mechanische Antriebe in der Industrie eingesetzt. Verdichter finden in der chemischen Industrie sowie in der Wasser- und Abwasserwirtschaft Anwendung. Ventilatoren kommen in Kraftwerken, Bergwerken sowie in der Stahl- und der Zementindustrie zum Einsatz.
Am 12. Juni 2007 wurde der Name des Unternehmens in Siemens Turbomachinery Equipment GmbH (STE) geändert.
Im Oktober 2015 kündigte Siemens Power Generation an, die Herstellung von Turbinen aus Kostengründen ins tschechische Werk Brünn verlagern zu wollen; das hätte den Abbau von 210 der damals noch 600 Arbeitsplätze bedeutet. Nach heftigen Protesten und vielen Gesprächen, auch mit Betriebsrat und IG Metall, zielte Siemens Power Generation ab Anfang 2016 schließlich den Verkauf des Werks an.
Im März 2018 kündigte das schottische Maschinenbauunternehmen Howden mit Hauptsitz in Glasgow an, den Hersteller von Dampfturbinen und Verdichtern übernehmen zu wollen. Howden gehört zum US-Maschinenbaukonzern Colfax Corporation mit Sitz in Annapolis Junction (Maryland/USA). Den Kaufpreis bezifferte Colfax dabei auf 195 Millionen Euro. Zusammen mit dem pfälzischen Werk wechselten auch Niederlassungen in Springfield (Missouri/USA), Helsingör (Dänemark) und Mornago (Italien) mit insgesamt 130 Mitarbeitern unter das Dach von Howden.
Durch den Erwerb durch Howden wurde am 3. Oktober 2017{citation needed} die Howden Turbo GmbH mit Sitz in Frankenthal gegründet.
Im März 2023 wurde das Unternehmen durch Chart Industries übernommen.

## Kennzahlen
- Mitarbeiter: 1.400 (davon 580 am Standort Frankenthal)
- Umsatz: 270 Mio. Euro (2005)
- EBIT: 34 Mio. Euro (2005)